# Karan Mahajan

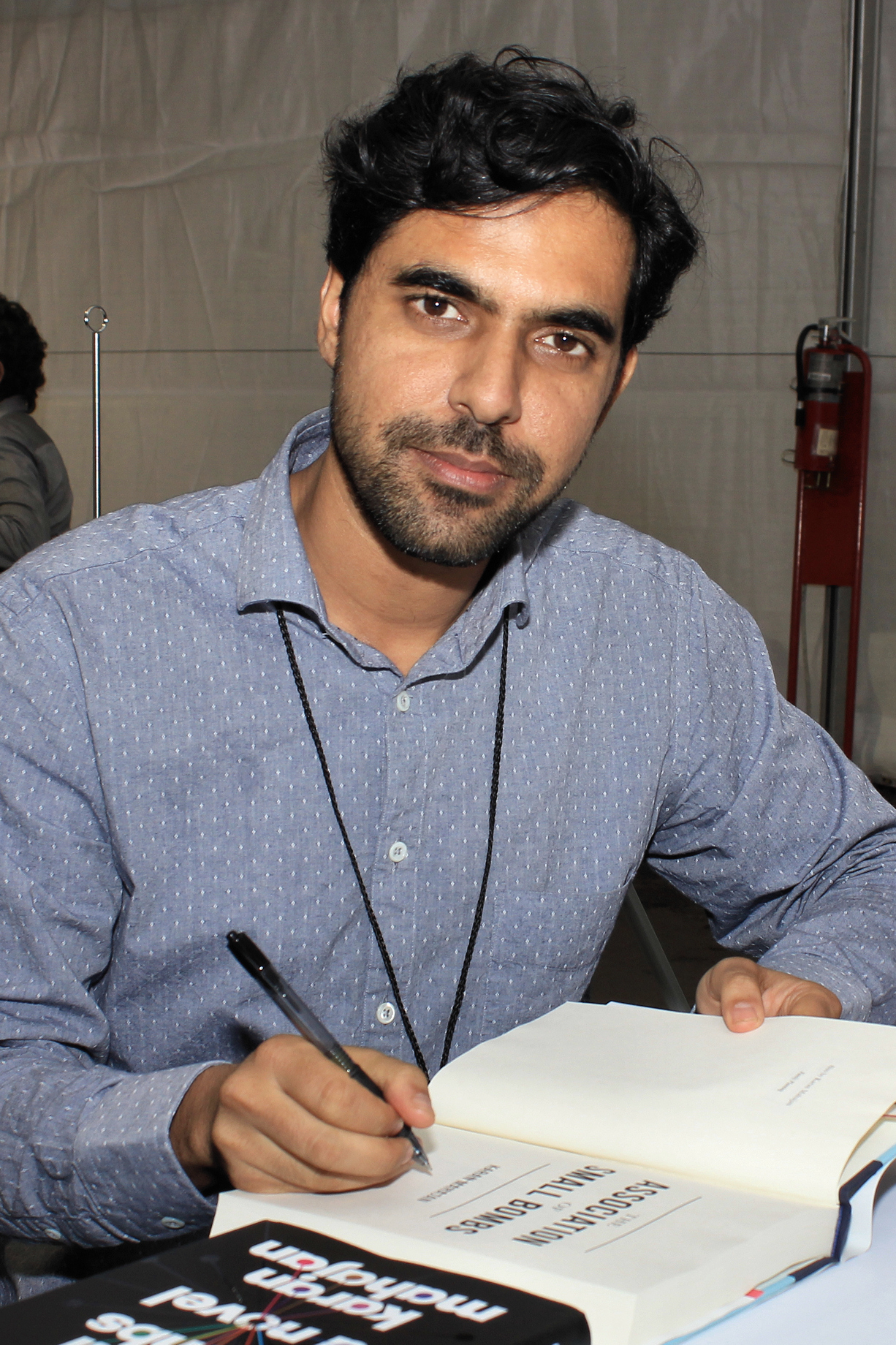
Karan Mahajan (2016)

Karan Mahajan (* 24. April 1984 in Stamford, Connecticut) ist ein indisch-amerikanischer Schriftsteller, Essayist und Literaturkritiker. Er wuchs in Neu-Delhi auf und lebt in Austin, Texas. Sein erster Roman, »Das Universum der Familie Ahuja«, war für den Dylan Thomas Prize nominiert und erschien in neun Ländern. Sein zweiter Roman, »In Gesellschaft kleiner Bomben«, stand auf der Shortlist für den National Book Award 2016 und gewann zahlreiche Preise. Die New York Times wählte es zu einem der „zehn besten Bücher des Jahres“. Karan Mahajan schreibt Beiträge für zahlreiche internationale Publikationen wie The New York Times, The Wall Street Journal, The Believer und The New Yorker. Er steht auf Grantas Liste der »Best Young American Novelists« 2017.

## Preise und Auszeichnungen
- 2016: Shortlist National Book Award
- 2016: Muse India Young Writer Award
- 2017: Bard Fiction Prize
- 2017: Young Lions Fiction Award
- 2017: Rosenthal Family Foundation Award der American Academy of Arts and Letters
- 2017: Anisfield-Wolf Book Award for Fiction für The Association of Small Bombs

## Werke
- Family Planning, 2008 (Roman)
  - Das Universum der Familie Ahuja, dt. von Richard Barth;  C. Bertelsmann, München 2000, ISBN 978-3-570-01117-1
- The Association of Small Bombs, 2016 (Roman)
  - In Gesellschaft kleiner Bomben, dt. von Zoë Beck;  CulturBooks Verlag, Hamburg 2017, ISBN 978-3-95988-022-0